# Варнава (Гладун)
Єпископ Варнава, (в миру Василій Андрійович Гладун, нар. 19 жовтня 1964, смт. Голоби, Ковельський район, Волинська область, Українська РСР)  — архієрей РПЦвУ, єпископ.

## Життєпис
Тезоіменитство — 11 червня (24 червня) в день пам'яті апостола Варнави.
Народився в православній сім'ї. У 1982 році закінчив середню школу в смт. Голоби. Згодом закінчив Луцьке технічне училище № 1 (з відзнакою, 1983 рік). 1983 -1985 рр. — строкова військова служба (м. Чернівці). 1986 -1990 рр. — служба в органах внутрішніх справ.
З 1991 по 1992 рік був послушником в Покровському скиту Троїце-Сергієвої Лаври. З 1992 року — працює в хмельницькому, а з 1993 року — в миколаївському єпархіальному управлінні РПЦвУ.
21 вересня 1993 року рукопокладений у диякона, призначений штатним дияконом кафедрального собору Різдва Божої Матері м. Миколаєва. 15 лютого 1994 року рукопокладений у священника. З 3 травня 1994 року — настоятель миколаївського Святодухівського храму.
27 березня 1995 року прийняв чернечий постриг з ім'ям Варнава на честь апостола від 70-ти Варнави. 16 квітня 1996 року возведений в сан ігумена.
У 1998 році закінчив Київську духовну семінарію.
У 1999 році призначений духівником Миколаївської єпархії. У 2000 році був обраний членом єпархіальної ради.
5 травня 2002 року возведений в сан архімандрита. 15 жовтня того ж року призначений благочинним Миколаївського міського округу.
19 листопада 2008 року став намісникомом чоловічого монастиря святих рівноапостольних Костянтина та Єлени.
З 2006 по 2015 рік — депутат Миколаївської обласної ради від Партії регіонів, хоча членом партії, за його словами, не був.
31 травня 2010 року став головою паломницького відділу, 17 липня 2017 року — членом дисциплінарної єпархіальної комісії Миколаївської єпархії.
У 2020 році вступив до Київської духовної семінарії (на заочне відділення).
7 грудня 2020 року синод РПЦвУ обрав Варнаву єпископом Новобузьким, вікарієм Миколаївської єпархії РПЦвУ. 12 грудня того ж року у домовому Свято-Троїцькому храмі при резиденції Предстоятеля РПЦвУ у Феофанії відбулось його наречення. 13 грудня в Успенському соборі Києво-Печерської Лаври відбулася єпископська хіротонія. Її за Божественною літургією звершив митрополит Київський і всієї України Онуфрій у співслужінні митрополитів Вишгородського і Чорнобильського Павла, Луганського і Алчевського Митрофана, Бориспільського і Броварського Антонія, Миколаївського і Очаківського Питирима, архієпископів Бучанського Пантелеімона, Яготинського Серафима, єпископів Баришівського Віктора, Білогородського Сильвестра, Переяслав-Хмельницького Діонісія, Бородянського Марка.

## Нагороди
- орден Різдва Христова І ступеня
- орден прп. Іллі Муромця І ступеня
- медаль «10 років Харківського Архієрейського собору Української Православної Церкви»
- право носіння другого хреста із прикрасами (19.10.2014)
- Грамота Верховної Ради України